# Societat Catalana de Ciència-ficció i Fantasia
La Societat Catalana de Ciència-ficció i Fantasia (SCCFF) és una associació d'escriptors i lectors aficionats als gèneres de la ciència-ficció i la fantasia. La SCCFF es va constituir el 1997 gràcies a l'impuls de membres de la Secció de ciència-ficció de l'Associació d'Escriptors en Llengua Catalana, finalment el juliol de 2005 es va legalitzar com a entitat independent. La societat va editar des de 1997 al 2015 un butlletí amb el nom de SC2F2 que s'enviava als membres de franc.
La idea inicial de crear l'Associació Catalana de Ciència-Ficció i Fantasia (després integrada com a secció a l'AELC i finalment convertida en la SCCFF actual) va sorgir de la col·laboració a mitjan anys 90 entre La Penya del Coet (amb Antoni Munné-Jordà i Jordi Solé i Camardons) i el Col·lectiu Freaks (on militaven, entre d'altres, Sebastià Roig, Salvador Macip, Amadeu Ros i Emili Gil). Altres membres destacats de la SCCFF han sigut Montserrat Galícia, Rosa Fabregat i Armengol, Jordi de Manuel i Barrabín i Jordi Font-Agustí.
El novembre de 2017 va organitzar la CatCon 2017 a Vilanova i la Geltrú per commemorar els 20 anys del "I encontre de ciència-ficció en llengua catalana", l'acte fundacional de la SCCFF.
L'associació publica periòdicament una revista titulada Catarsi per promocionar la ciència-ficció, el terror i la fantasia en llengua catalana on es publiquen escrits originals i traduccions al català de temàtica de ciència-ficció o fantasia.

## Premis Ictineu
L'any 2012, amb la integració de les Ter-Cat a la SCCFF, l'entitat passa a organitzar els premis Ictineu a obres (novel·les i contes) de fantasia escrites o traduïdes en català. Actualment s'atorguen sis premis:
- Millor novel·la fantàstica escrita en català
- Millor novel·la traduïda al català
- Millor conte escrit en català
- Millor conte traduït al català
- Millor il·lustració de coberta
- Millor antologia fantàstica